# Gymnasium am Münsterplatz
Le Gymnasium am Münsterplatz (anciennement « Humanistisches Gymnasium ») est la plus ancienne école de maturité suisse de la ville de Bâle et la deuxième plus ancienne de Suisse après le Collège Calvin de Genève.
Une école cléricale latine de l'évêque y existait depuis le XIe siècle. En 1529, par une décision du Grand Conseil, l'enseignement a été transféré de l'église à la ville ; cependant, l'école n'a été fondée qu'en 1589. Elle est située en face de la cathédrale de Bâle.

## Historique
L'école jouit d'une bonne réputation dans la ville et était l'une des écoles les plus importantes et les plus connues du monde germanophone entre 1600 et 1900. Friedrich Nietzsche et Jacob Burckhardt y ont enseigné. L'école était ouverte uniquement aux adolescents masculins et se concentrait sur l'enseignement du latin, du grec et de l'hébreu.
À partir de 1930, l'école s'appelle « Humanistisches Gymnasium » (HG). En 1968, les premières filles ont été autorisées à entrer au gymnase ; en 1973, la première étudiante a passé la maturité suisse. Depuis la réforme scolaire cantonale de 1997, l'école s'appelle « Gymnasium am Münsterplatz » ; outre le latin et le grec, l'espagnol, la PPP (philosophie, psychologie et pédagogie) et l'anglais sont désormais proposés comme matières principales. En outre, il est possible d'obtenir une maturité bilingue (allemand et anglais) et le diplôme du baccalauréat international (IB), qui met l'accent sur les matières linguistiques et scientifiques.
Au cours de l'année scolaire 2015/2016, 640 élèves de 34 nations fréquentent le gymnase dans cinq classes. Eugen Krieger est le directeur de l'école depuis l'été 2007.